# Rapsodie węgierskie (Liszt)
Rapsodie węgierskie – zbiór 19 rapsodii opierających się na węgierskiej muzyce ludowej skomponowanych przez węgierskiego pianistę i kompozytora epoki romantyzmu Ferenca Liszta (1811–1886). Utwory tworzone były w latach 1846–1853, a następnie w 1882 i 1885.

## Lista kompozycji
- Nr 1 w tonacji E-dur
- Nr 2 w tonacji cis-moll
- Nr 3 w tonacji b-moll
- Nr 4 w tonacji Es-dur
- Nr 5 w tonacji e-moll
- Nr 6 w tonacji Des-dur
- Nr 7 w tonacji d-moll
- Nr 8 w tonacji fis-moll
- Nr 9 w tonacji Es-dur
- Nr 10 w tonacji E-dur
- Nr 11 w tonacji a-moll
- Nr 12 w tonacji cis-moll
- Nr 13 w tonacji a-moll
- Nr 14 w tonacji F-dur
- Nr 15 w tonacji a-moll
- Nr 16 w tonacji a-moll
- Nr 17 w tonacji d-moll
- Nr 18 w tonacji fis-moll
- Nr 19 w tonacji d-moll